# ChAB-1000
ChAB-1000 (ros. ХАБ-1000) – sowiecka bomba chemiczna wagomiaru 1000 kg elaborowana iperytem.